# Giovanni Zuffi
Pour les articles homonymes, voir Zuffi.
Giovanni Zuffi, jurisconsulte italien, né au XVIe siècle, à Finale Emilia, petite ville du duché de Modène, dans l'actuelle province de Modène, en Émilie-Romagne.

## Biographie
Giovanni Zuffi s'établit à Rome, où il exerça d'une manière brillante la profession d'avocat, et mourut en 1644.

## Œuvres
Giovanni Zuffi est auteur des deux ouvrages suivants :
1. Tractatus de criminalis processus legitimatione, Rome, 1665 ; Genève : Gabriel de Tournes, 1722, in-fol. ;
2. Institutiones criminales, quibus judiciorum materia, judiciali ac practica methodo libris quatuor comprehenditur, Rome, 1667, in-8°. (voir la Biblioth. Modenese de Girolamo Tiraboschi, t. 5, p. 441.)